# اریک اپل
اریک اپل (Erich Apel) (زادهٔ ۳ اکتبر ۱۹۱۷ – درگذشتهٔ ۳ دسامبر ۱۹۶۵)، در جریان جنگ جهانی دوم، به عنوان مهندس موشک در مرکز پژوهش نظامی پنمونده در آلمان نازی کار کرد. پس از بازگشت از اتحاد جماهیر شوروی، جایی که تا ۱۹۵۲ میلادی تحت عملیات اوساویکهیم به اجبار به توسعه موشک می‌پرداخت، وی یکی از مقامات حزب اتحاد سوسیالیستی آلمان شرقی شد. در جریان اواخر دهه ۱۹۵۰ میلادی، او به‌طور فزاینده در سیاست‌های اقتصادی دخیل بوده و از ۱۹۵۸ میلادی به عنوان رئیس کمیسیون اقتصادی پولیتبورو خدمت نمود. وی به عنوان یک اصطلاح‌طلب پنداشته می‌شد. با این حال، پس از اکتبر ۱۹۶۴ زمانی که نیکیتا خروشچف قدرت را در مسکو از دست داد، اصلاحات اقتصادی به سرعت از دستور کار دور شد.
اپل در میان سال‌های ۱۹۶۳ و ۱۹۶۵ میلادی به عنوان رئیس کمیسیون برنامه‌ریزی دولت خدمت نمود. آخرین پروژه وی، مذاکره یک معامله تجاری با اتحاد جماهیر شوروی بود. با این حال، چند ساعت قبل از این‌که به نمایندگی از حکومت آلمان شرقی موافقت‌نامه به‌دست آمده را امضاء نماید، به‌وسیله اسلحهٔ گرم دست به خودکشی زد.

## زندگی

### سال‌های اولیه
اریک هانس اپل در شهر کوچک یودنباخ متولد شد، این شهر کوچک در جنگل فرانکونیایی واقع بوده و زمانی به دلیل موقعیتش به عنوان ایستگاه میان راه در یک مسیر تجاری بزرگ منفعت می‌برد، اما بعداً به علت ساخت خط آهن که لایپزیگ و نورنبرگ را مستقیماً وصل می‌کرد، اهمیت تجاری خود را از دست داد. پدر اپل یک مهندس مکانیک بود و مادرش در صنعت لباس کار می‌کرد. وی در شهرهای زونه‌برگ و اشتایناخ به مدرسه می‌رفت اما در سال ۱۹۳۲ میلادی مدرسه را ترک کرد تا یک برنامه کارآموزی در ابزار سازی و مهندسی مکانیک را در کارخانه پرسلان در نویهاوس آغاز کند. حزب نازی در آن منطقه مشهور بود و وی در ۱۹۳۵ میلادی به سازمان جوانان دوچیس جنگولاک (Deutsches Jungvolk) پیوست. با این حال، دریافته شد که این جوان شانزده ساله «تمرین‌های کند هوشی خسته کننده ذهن» ("der stumpfsinnige Drill") را اخلال نموده و نه ماه بعد به دلیل «رویه منفی»، از تمرین‌های شبه‌نظامی که از پسران انتظار می‌رفت در آن شرکت کنند، دور انداخته شد. پس از اتمام دوره کار آموزی‌اش در ۱۹۳۵ میلادی وی تا ۱۹۳۷ میلادی در کارخانه نویهاوس به عنوان ابزار ساز و طراح باقی ماند. پس از آن، وی در سال‌های ۱۹۳۷ تا ۱۹۳۹ میلادی در آکادمی مهندسی در ایلمناو درس خواند و مدرک خود را در رشته مهندسی مکانیک از آنجا به‌دست‌آورد.

### سال‌های جنگ
بلافاصله پس از دریافت مدرک تحصیلی، اپل در ۱۹۳۹ میلادی به خدمت اجباری ارتش درآمد و عضو گردان ذخیره پیاده‌نظام ۴۵۱، مستقر در گوتا شد. در این هنگام، جنگ جهانی دوم آغاز گردید. با این وجود، اپل در ۲۰ دسامبر ۱۹۳۹ در مرکز پژوهش اداره تسلیحات در شهر پنمونده در کرانه شمالی آلمان موظف گردید. رئیس این مرکز پژوهشی، متخصص فرهمند موشک‌سازی، ورنر فون براون بود. اپل ظاهراً یکی از عناصر عملیاتی وی بود. یکی از هم عصرهای وی بعداً بیان داشت که او همانند سایر افراد از ۰۷:۳۰ الی ۱۷:۳۰ کار می‌کرد، اما بعداً در شامگاه‌ها به اتاق خواب خود در یک خواب‌گاه نزدیک می‌رفت تا روی طرح‌ها برای بهبود کار کند. تخصص وی در سیستم‌های هیدرولیک موشک بود. وی در کارهای محاسبه، اندازه‌گیری و مدل‌سازی خود به‌طور خستگی ناپذیر عمل می‌کرد. به نظر می‌رسد که وی دیگران را به‌خوبی متأثر کرده بود، چون در اوت ۱۹۴۰ وی از تمامی مکلفیت‌های خدمت بیشتر در ارتش معاف گردید. در نوامبر ۱۹۴۰، او به سمت مهندس ماشین آلات و دستیار رئیس مرکز پژوهشی گماشته شد. او به‌طور کامل به سیاست بی‌علاقه بود، هرگز عضو هیچ حزبی نشد و همکارانش وی را مهندسی می‌خواندند که روح و جسم خود را وقف مهندسی کرده‌است.
۳ اکتبر ۱۹۴۲، بیست و پنجمین زاد روز اپل بود. به‌طور اتفاقی، وی در آن روز قادر بود در هر نقطه‌ای از جهان شاهد نخستین پرتاب موشک دور-برد به‌نام (در آن مرحله) A4 باشد. پرتاب در ساعت ۱۶:۰۰ انجام شده و همه چیز عالی پیشرفت، موشک به سرعت ۴٫۵ ماخ، ارتفاع ۸۵ کیلومتر (۵۳ مایل) و فاصله افقی ۱۹۰ کیلومتر (۱۲۰ مایل) رسید. با آغاز سال ۱۹۴۳ میلادی، اپل بار دیگر ترفیع نموده و علی‌رغم سن جوان خود به عنوان رئیس یکی از چندین شعبه مرکز پژوهش نظامی پنمونده گماشته شد. چندی پس از سمت جدیدش، او در جمعی از همکاران خود بیان کرد که چه اتفاقی فلاکت باری رخ می‌دهد اگر یکی از این چیزها در وسط شهر منفجر شود. رئیس وی، والتر تیل، این حرف وی را شنید و او را دور از دیگران فراخواند و گفت، «اپل، تو باید به خدمات بهداشتی می‌پیوستی: تو برای کار در این‌جا بسیار نرم دل هستی». با این وجود، هیچ چیزی دلالت بر این نمی‌کند که این صحبت وی روی ابعاد حرفه‌ای وی تأثیر منفی نموده باشد: پژوهش‌گران در پنمونده خود را به عنوان یک تیم نخبه که مشغول کار حیاتی بودند می‌دیدند و تنها حرفه جایگزین واقعی برای وی، منتهی به پیوستن دوباره به خطوط مقدم ارتش می‌شد.
در جریان ۱۹۴۳ میلادی، روشن شد که بریتانیا از موجودیت این چنین یک مرکز پژوهشی در پنمونده مطلع است. بریتانیایی‌ها با متحد آمریکایی خود یک سری بمباران‌ها را برای تخریب این مرکز انجام دادند که از اوت ۱۹۴۳ شروع شد. از جمله ۷۳۳ نفری که در نخستین تهاجم به پنمونده در ۱۷ اوت کشته شدند، بیشتر آن‌ها کارگران اجباری بودند، اما شامل رئیس اپل، والتر تیل و خانواده وی نیز می‌گردید. با این حال، اپل در آن زمان در یک موقعیت بسیار دور بود، چون در آوریل ۱۹۴۳ او و تیمش که شامل متخصصین مونتاژ و مدیران می‌شد به کارخانه لنکی-هوفمان-ویرکی (Linke-Hofmann-Werke (LHW)) در بریسلاو (که قبل از ۱۹۴۵ به‌نام وروتسواف یاد می‌گردید) منتقل شده بودند. بریسلاو از قبل مرکز تولید ریل بوده و LHW نیز قبلاً برای تولید لوکوموتیوها و واگن‌های ریل کار می‌کرد، اما در جریان جنگ از توانایی‌های چیره مهندسی این کارخانه برای تولید اجزاء و قطعات-فرعی موشک استفاده می‌شد، موشکی که طبق تبلیغات حکومت در آن وقت به‌نام موشک «سلاح کیفری ۲/ وی-۲» ("Vergeltungswaffe 2") یاد می‌گردید. چون حملات مستمر بمباران بر مرکز پژوهشی ارتش در پنمونده تا سال ۱۹۴۳ و ۱۹۴۴ دوام داشت، LHW به مکان مونتاژ موشک وی-۲ مبدل گردید. در ۱ آوریل ۱۹۴۴، بنا بر درخواست مدیریت LHW، قرارداد کاری اریک اپل با اداره تسلیحات فرمان‌دهی عالی ارتش پایان بخشیده شد. حالا او مستقیماً به عنوان سر مهندس و دستیار رئیس فنی در LHW کار می‌کرد.
تا اواخر ۱۹۴۴ میلادی، گسترده جنگ داشت به آلمان می‌رسید. کارخانه LHW حالا تولید موشک وی-۲ را به یک شرکت بیرونی به‌نام «پتریبو GmbH» در کلاینبودونگن که در نزدیکی نوردهاوزن واقع شده بود، واگذار کرد. طبق قرارداد مونتاژ، آن‌ها اریک اپل را نیز به آنجا فرستادند و شغل وی در شرکت پتریبو GmbH رسماً از ژانویه ۱۹۴۵ به عنوان رئیس فنی این شرکت آغاز شد. عزم قاطع اپل مبنی بر عدم دخالت در سیاست حالا ظاهراً کم‌رنگ شده بود، چون موقعیت جدید برای مونتاژ مشک، بخشی از کارخانه زیرزمینی وسیع در اردوگاه کار اجباری میتلباو-دورا بود. وضعیت کار به حدی رعب‌آور بود که براساس حداقل یک گزارش‌گر، تعداد بردگانی که هنگام کار روی ساخت کارخانه زیر زمینی و در جریان کار روی موشک وی-۲ قربانی شدند، نسبت به شهروندان لندن بیشتر بود. جای که هدف موشک‌های تکمیل شده بود. حتی اگر اریک اپل به چگونگی تنظیم کارخانه و نحوه اداره تاسیساتِ شدیداً مرگ‌بار برای کارگران اجباری هیچ کاری نداشت، اما به عنوان مهندسی که مسئول ساخت موشک‌ها بود، طبیعتاً با این مسئله سروکار داشت. پس از فروپاشی آلمان نازی هم از نظر نظامی و هم از نظر سیاسی در جریان نیمه نخست ۱۹۴۵ میلادی، اپل موفق شد تا خود را دوباره به زادگاهش در یودنباخ برساند. همانند میلیون‌ها هم‌وطن‌اش، او نیز متعهد بود تا به‌طور قطعی ارتباط خود با گذشته را قطع کند.

### منطقه تحت اشغال شوروی
جنگ به‌طور رسمی در ماه می ۱۹۴۵ پایان یافت. منطقه جنوبی آلمان به‌طور کامل توسط ارتش ایالات متحده آزاد شده بود، اما قدرت‌های فاتح از قبل توافق کرده بودند تا ۲ بر ۳ قسمت غرب کشور را به چهار منطقه تحت اشغال نظامی تقسیم کنند. پس از این‌که آمریکایی‌ها به موضع مورد توافق خود عقب‌نشینی کردند، یودنباخ به قسمت میانی آلمان تعلق گرفت که حالا به‌نام منطقه تحت اشغال شوروی یاد می‌شد. در اوایل، اپل در مزرعه‌های محلی کار می‌کرد. در ۱۵ ژانویه ۱۹۴۶، او در برنامه «معلمین جدید» پذیرفته شد. چون میلیون‌ها آلمانی که در سن کار قرار داشتند، یا کشته شده بودند یا هم در اردوگاه‌های جنگی اسیر بودند، کم‌بود معلمان به شدت احساس می‌گردید و برنامه که البته با میزان اثرگذاری متفاوت در مناطق اشغالی مختلف تطبیق می‌گردید، این بود تا افراد با سواد که تصور می‌شد بیش از حد با تفکر نازی لکه‌دار نشده‌اند انتخاب گردند تا یک دوره «آموزش دوباره» فشرده را سپری نموده و کار را برای تعلیم کودکان که در سن مدرسه بودند، آغاز نمایند. وی تا ۳۱ می ۱۹۴۶، هم آموزش می‌دید و هم در آکادمی تجاری که در نزدیکی اشتایناخ بود، تدریس می‌کرد.